# Brzozowo-Muzyły
Brzozowo-Muzyły – wieś w Polsce położona w województwie podlaskim, w powiecie białostockim, w gminie Poświętne.
We wsi znajduje się 11 domów. Sąsiadujące wioski to Brzozowo-Antonie i Brzozowo-Solniki.
Wierni kościoła rzymskokatolickiego należą do parafii Przemienienia Pańskiego w Poświętnem.